# Raphael Almeida-Knüttgen
Raphael Almeida-Knüttgen (* 7. Januar 1991 in Esmeraldas) ist ein ehemaliger deutsch-brasilianischer Fußballspieler.

## Karriere
In seiner Jugend spielte Almeida-Knüttgen für den 1. FC Normannia Gmünd. Von 2008 bis 2011 war er für den VfR Aalen unter Vertrag. Dort wurde er zunächst in der Jugendmannschaft, später vor allem in der zweiten Mannschaft eingesetzt. Insgesamt stand Almeida-Knüttgen vier Mal im Profikader des VfR Aalen und kam zu zwei Einsätzen in der Regionalliga sowie einem Einsatz in der Dritten Liga, beim 0:0 gegen den SV Sandhausen am 32. Spieltag der Saison 2010/11. Im Sommer 2011 wechselte er zum TSV Essingen. Diesen verließ er im Januar 2013 und ging zum örtlichen Bezirksligisten SV Waldhausen 1926.
Neben seiner Fußballlaufbahn absolvierte Almeida-Knüttgen eine versicherungskaufmännische Lehre. Seit 2015 ist er hauptberuflich als Unternehmensberater tätig.